# Onosandridus simplex
Onosandridus simplex är en insektsart som beskrevs av Heinrich Hugo Karny 1929. Onosandridus simplex ingår i släktet Onosandridus och familjen Anostostomatidae. Inga underarter finns listade i Catalogue of Life.